# 굴리듬

표준파, 세그먼트, 간격을 보여주는 정상적인 굴리듬의 도식적 표현

굴리듬(sinus rhythm), 또는 동리듬은 심근의 탈분극이 굴심방결절에서 시작될 때 만들어지는 모든 심장 리듬이다. 이 리듬의 모습은 심전도(ECG)에 올바른 방향의 P파가 존재하는 것이 특징이다. 굴리듬은 심장 내 정상적인 전기적 활동에 필수적이지만, 굴리듬만 있다고 해서 반드시 정상적인 전기 전도가 일어나는 것은 아니다.
정상 굴리듬(normal sinus rhythm, NSR)은 심전도의 다른 모든 측정값도 지정된 정상 한계 내에 들어가 심장 전기 전도계가 정상적으로 작동하고 있을 때 나타난다. 그러나 다른 굴리듬 역시 특정 환자 그룹이나 임상 상황에서는 완전히 정상으로 나타날 수 있으므로 NSR이라는 용어는 때때로 잘못된 이름으로 여겨져 사용이 권장되지 않기도 한다.

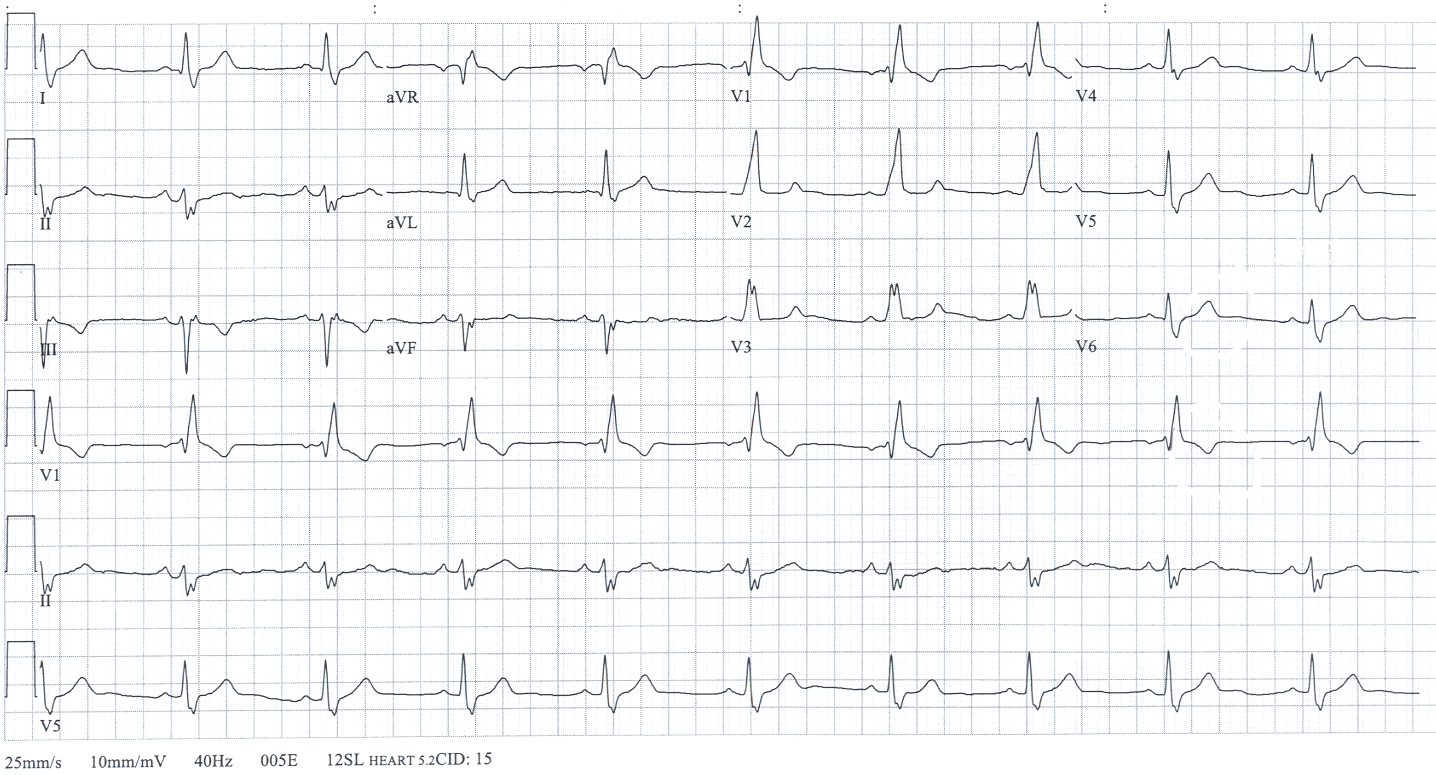
두다발차단이 있는 굴리듬의 예

정상일 수 있는 다른 유형의 굴리듬에는 굴빠른맥, 굴느린맥, 굴부정맥이 있다. 굴리듬은 동일한 심전도에서 다양한 다른 심장의 부정맥과 함께 나타날 수 있다.

## 특징
굴리듬을 나타내는 심전도는 12개의 표준 심전도 전극 각각의 P파 모양은 +50° ~ +80°의 전형적인 P 벡터와 일치해야 한다. 달리 말해 P파는 다음과 같이 나타나야 한다.
- lead I, lead II, aVF에서 항상 양수
- aVR에서 항상 음수
- aVL에서는 양수와 음수 중 하나, 이중성(+/-)을 보인다
- 이중성(+/-)일 수 있는 V1을 제외하고 모든 가슴 전극(V2-V6)에서 양수[2]

P파가 이러한 기준을 충족하지 않으면 그 P파는 굴심방결절이 아닌 심방의 다른 비정상적인 부위에서 발생한 것이다. 따라서 해당 심전도는 굴리듬을 나타내지 않는 것으로 판단된다.
일반적으로 굴리듬의 각 P파 뒤에는 QRS파가 따라오므로 굴리듬은 심장 전체의 탈분극을 유발한다. 이에 대한 예외에는 3도 방실 차단이나 특정 심실의 인공 심박조율기 리듬이 있다. 이런 예외들의 P파는 모양은 완전히 정상일 수 있지만 심실 탈분극은 P파와 관련이 없다. 이런 경우 심방의 굴리듬 속도와 심실 리듬의 속도는 서로 다르게 움직이게 되므로 별도로 계산해야 한다.

### 정상 굴리듬의 특징
관례에 따라 '정상 굴리듬'이라는 용어는 형태학적으로 P파(굴심방결절 자체의 활동을 반영)가 정상일 뿐만 아니라 다른 모든 ECG 측정값도 정상임을 의미한다. 따라서 기준에는 다음 사항들이 포함된다.
1. 정상 심박수. 성인의 경우 일반적으로 분당 60~100회.
2. 연속적인 P파 사이의 최단, 최장 지속 시간이 0.16초 미만인 규칙적인 리듬.
3. 굴심방결절이 정상적으로 심장의 속도를 조절하고 있어야 한다. 따라서 P파는 둥글고 모양이 모두 같아야 하며 모든 QRS파 앞에 1:1의 개수비로 존재해야 한다.
4. 0 ~ +75도의 일반적인 P파축.
5. 일반적인 PR 간격, QRS파, QT 간격 .
6. QRS파는 lead I, II, aVF와 V3–V6에서 양수이고 lead aVR에서는 음수이다.[3]